# حسن عبد الموجود
حسن عبد الموجود عبد اللاه عوض هو كاتب، وروائي وقاص وصحفي مصري.

## حياته
يعمل حسن عبد الموجود بجريدة أخبار الأدب التي تصدر عن مؤسسة أخبار اليوم، وبموقع مبتدا الإخباري، ولد في 23 أكتوبر عام 1976، وحصل على جائزة دبى للصحافة الثقافية، وجائزة ساويرس، وجائزة يوسف إدريس، وجائزة نقابة الصحفيين المصريين، وترجمت بعض أعماله إلى الإنجليزية وعدد من اللغات الأجنبية، مثل رواية «عين القط» التي تُرجمت إلى اللغة الألمانية وصدرت عن دار لسان فيرلاج بسويسرا عام 2006، وقصة «السكر في فراغات الشاي» من المجموعة القصصية «السهو والخطأ» والتي ترجمت إلى الإنجليزية صودرت ضمن مختارات قصصية لكتّاب من مصر بعنوان «كتاب القاهرة»، كما ترجمت قصته «ضحكات التماسيح» من المجموعة القصصية «حروب فاتنة» إلى الإنجليزية ونشرت في مجلة أرابليت كوارترلي.

## أعماله ومؤلفاته
كتب حسن عبد الموجود العديد من المؤلفات التي تنوعت بين القصص القصيرة، والرواية الطويلة، ومنها:
- حروب فاتنة (قصص قصيرة): صدرت عام 2018 عن دار الكتب خان للنشر والتوزيع بالقاهرة.[5][6]
- السهو والخطأ (قصص قصيرة): صدرت عام 2016 عن دار الكتب خان للنشر والتوزيع بالقاهرة.[7][8][9]
- ذئاب منفردة (رواية): صدرت عام 2019 عن دار الكتب خان للنشر والتوزيع بالقاهرة.[10][11]

- ناصية باتا (رواية): صدرت عام 2011 عن دار ميريت للنشر بالقاهرة.
- عين القط (رواية): صدرت عام 2003 عن مؤسسة بتانة للنشر والتوزيع بالقاهرة، وفازت بالمركز الثاني في جائزة ساويرس للرواية عام 2005، وتُرجمت إلى اللغة الألمانية وصدرت عن دار لسان فيرلاج بسويسرا عام 2006.[12][13]
- ساق وحيدة (رواية): صدرت عام 2002 عن دار ميريت للنشر بالقاهرة.[14]
- البشر والسحالي (رواية): صدرت عام 2021 عن الدار المصرية اللبنانية بالقاهرة.[15]

## الجوائز
- جائزة دبى للصحافة الثقافية عام 2003 عن تحقيق «حكايات الرهبان» في وادي النطرون.
- جائزة ساويرس الثقافية للرواية (مركز ثان) عام 2005 عن روايته «عين القط».[16]
- جائزة يوسف إدريس للقصة من المجلس الأعلى للثقافة عام 2019 عن مجموعته القصصية «حروب فاتنة».[17][18]
- جائزة نقابة الصحفيين المصريين عام 2020 عن موضوع «انفراد.. مكتب إبراهيم أصلان في التلغراف».[19][20]
- جائزة القصة القصيرة ضمن جوائز معرض القاهرة الدولي للكتاب لعام 2022